# Paul Anderson (színművész)
| Paul Anderson                             | Paul Anderson                                              |
| Kattints az alábbi külső linkek egyikére! | Kattints az alábbi külső linkek egyikére!                  |
| ----------------------------------------- | ---------------------------------------------------------- |
| Nem található szabad kép.(?)              |                                                            |
| külső link · jogvédett                    | Arthur Shelby szerepében a „Birmingham bandája” sorozatban |

Paul Anderson (London; 1978. február 12. –) brit színész, vágó, rendező.

## Pályafutása
Mielőtt a színészet felé fordult volna, jegyüzérként tevékenykedett, majd egy barátja tanácsára az iskolát annak idején fiatalon otthagyó Anderson a Webber Douglas Academy of Dramatic Art drámaiskolában tanult színművészetet. Ezt követően itt megismert barátja, Gregory Burke színdarabjában tűnt fel. Pár évvel később Burke '71 című 2014-es történelmi filmjében is szerepet kapott.
A forrófejű és erőszakos bandatag, Arthur Shelby Jr. szerepében, a 2013-ban indult Birmingham bandája (Peaky Blinders) című brit bűnügyi drámasorozatban vált ismertté. Érdekesség, hogy eredetileg sorozatbeli öccse, a főszereplő Tommy Shelby szerepére pályázott, melyet végül Cillian Murphy kapott meg. Murphyvel a 2015-ben bemutatott A tenger szívében című életrajzi drámában is együtt szerepelt.
Egyéb, fontosabb filmszerepei közé tartozik A keménymag (2009), a Sherlock Holmes 2. – Árnyjáték (2011), a Legenda (2015), A visszatérő (2015) és a Robin Hood (2018).

## Filmográfia

### Film
| Év   | Magyar cím                     | Eredeti cím                        | Szerep                  | Magyar hang          |
| ---- | ------------------------------ | ---------------------------------- | ----------------------- | -------------------- |
| 2009 | A keménymag                    | The Firm                           | Bex                     | Sztarenki Pál        |
| 2010 |                                | The Basement (rövidfilm)           | Jake                    |                      |
| 2011 |                                | A Lonely Place to Die              | Chris                   |                      |
| 2011 | Sherlock Holmes 2. – Árnyjáték | Sherlock Holmes: A Game of Shadows | Sebastian Moran ezredes | Szabó Máté           |
| 2012 |                                | Piggy                              | Piggy                   |                      |
| 2012 | Sweeney – A törvény ereje      | The Sweeney                        | Allen                   |                      |
| 2012 | Gyilkos vágyak                 | Passion                            | Dirk                    | Kamarás Iván         |
| 2014 | ’71                            | '71                                | Leslie Lewis őrmester   | Kőszegi Ákos         |
| 2014 |                                | Electricity                        | Barry O'Connor          |                      |
| 2015 | Legenda                        | Legend                             | Albert Donoghue         | Schnell Ádám         |
| 2015 | A tenger szívében              | In the Heart of the Sea            | Caleb Chappel           | Nagypál Gábor        |
| 2015 | A visszatérő                   | The Revenant                       | Anderson                | Schneider Zoltán     |
| 2016 | Megtorlás                      | Brimstone                          | Frank                   |                      |
| 2017 | 24 óra a halálig               | 24 Hours to Live                   | Jim Morrow              | Király Attila        |
| 2017 | Ellenségek                     | Hostiles                           | Tommy Thomas tizedes    |                      |
| 2018 | Robin Hood                     | Robin Hood                         | Guy of Gisborne         | Sarádi Zsolt         |
| 2021 | Rémálmok sikátora              | Nightmare Alley                    | rémlény                 | Bányai Kelemen Barna |
| 2024 | Légi csibészek                 | Lift                               | Donal                   |                      |

### Televízió
| Év        | Magyar cím             | Eredeti cím                        | Szerep                           | Megjegyzések              |
| --------- | ---------------------- | ---------------------------------- | -------------------------------- | ------------------------- |
| 2005      | Ki vagy, doki?         | Doctor Who                         | Jason                            | 1 epizód                  |
| 2006      | Bosszúszomj            | Engaged to Kill                    | vadász                           | tévéfilm                  |
| 2007      | A néma szemtanú        | Silent Witness                     | DS Dave Leeson                   | 2 epizód                  |
| 2008      | Porrá leszünk          | Ashes to Ashes                     | gyilkosság gyanúsítottja         | 1 epizód                  |
| 2008      |                        | Frankie Howerd: Rather You Than Me | Roger                            | tévéfilm                  |
| 2008–2011 |                        | Lewis                              | Frank Sporetti / Alistair Darlow | 1 epizód                  |
| 2009      | Kisvárosi gyilkosságok | Midsomer Murders                   | Graham Spate                     | 1 epizód (The Black Book) |
| 2011      |                        | The Promise                        | Frank Nash őrmester              | minisorozat (4 epizód)    |
| 2013      | Nagykutya              | Top Boy                            | Mike                             | 3 epizód                  |
| 2013      |                        | The Great Train Robbery            | Gordon Goody                     | minisorozat (2 epizód)    |
| 2013–2022 | Birmingham bandája     | Peaky Blinders                     | Arthur Shelby                    | főszereplő                |

## Fordítás
- Ez a szócikk részben vagy egészben  a   Paul Anderson (actor) című angol Wikipédia-szócikk fordításán alapul.  Az eredeti cikk szerkesztőit annak laptörténete sorolja fel. Ez a jelzés csupán a megfogalmazás eredetét és a szerzői jogokat jelzi, nem szolgál a cikkben szereplő információk forrásmegjelöléseként.